# Parador de Toledo
El Parador de Toledo, conocido también como Parador Conde de Orgaz, es un establecimiento hotelero de 4 estrellas, perteneciente a la empresa pública española Paradores de Turismo, situado en el Cerro del Emperador frente al río Tajo y el casco antiguo de Toledo (España).

## Descripción
Este establecimiento está alojado en un palacete del siglo XVI, el cual fue acondicionado para su uso hotelero. Sigue los cánones de la arquitectura regionalista, con una clara influencia del estilo mudéjar y el ladrillo toledano, en consonancia con los balcones de madera, propios de la arquitectura tradicional manchega. 
Fue inaugurado en 1968 por el Ministerio de Información y Turismo, Manuel Fraga Iribarne. Poniendo en valor la vista que posee sobre la ciudad. 
El Parador alberga una colección de pintura de José Caballero (1915-1991), con obras de temática abstracta. El interior combina los elementos decorativos clásicos con otros más modernos.